# Húsavíkurfjall
Húsavíkurfjall är ett berg i republiken Island. Det ligger i regionen Norðurland eystra, 300 km nordost om huvudstaden Reykjavík. Toppen på Húsavíkurfjall är 417 meter över havet, eller 162 meter över den omgivande terrängen. Bredden vid basen är 2,0 km.
Trakten runt Húsavíkurfjall är nära nog obefolkad, med mindre än två invånare per kvadratkilometer. Närmaste större samhälle är Húsavík, nära Húsavíkurfjall. Trakten runt Húsavíkurfjall består i huvudsak av gräsmarker.